# Ali Mroudjaé
Ali Mroudjaé, né le 2 août 1939 à Moroni et mort le 2 mai 2019 dans la même ville, est un homme politique comorien.
Il est Premier ministre de la République fédérale islamique des Comores (1982-1984) et ministre des Affaires étrangères (1978-1982). 

## Biographie
Ali Mroudjae est né le 2 août 1939 dans le quartier d'Iroungoudjani à Moroni.
Il a fréquenté l'École normale d'instituteurs de Tananarive étudiant les sciences expérimentales, et enseigne alors au collège de Moroni.  Il décide finalement de poursuivre des études supérieures à l'Université de Tunis et à l'École normale supérieure de Saint-Cloud, devenant inspecteur de l'enseignement primaire. Il devient alors conseiller pédagogique à Anjouan, Mohéli puis Mayotte. 
Membre fondateur du Parti Blanc, il se présente à l'élection législative française partielle de 1970, perdant contre Mohamed Dahalani. Il est aussi plusieurs fois ministre sous la colonisation française.
Après le coup d'État de 1978 aux Comores, il est nommé ministre des Affaires étrangères par Ahmed Abdallah. Sous son mandat, il fait intégrer le pays à l'Organisation de l'unité africaine. Il reste à ce poste jusqu'au 8 février 1982 quand il devient Premier ministre en remplacement de Salim Ben Ali. Il occupe ce poste jusqu'au 31 décembre 1984, le poste de Premier ministre ayant été supprimé à la suite d'une révision constitutionnelle ; il devient alors Ministre d'État chargé des Affaires sociales, de l'Intérieur, de l'Éducation, de l'Information, de la Culture, de la Jeunesse et des Sports jusqu'en septembre 1985. Il sera aussi Ministre de la Production, de l'Élevage et du Développement rural ; il démissionne en 1991. 
Il est candidat à l'élection présidentielle comorienne de 1990 ; il fait un score de 9,03 % au premier tour.
En 2002, il se représente à l'élection présidentielle mais n'atteint que 4,16 % au premier tour.
Ali Mroudjaé est décédé des suites d'une longue maladie le 2 mai 2019 à Moroni, à l'âge de 79 ans.